# Polytech San Petersburgo
El MFK Polytech (del ruso: МФК «Политех») es un club de fútbol sala profesional ruso de San Petersburgo que juega en la Superliga Rusa. El equipo fue fundado en 1995 y disputa sus partidos como local en el pabellón MFOK Kalininskogo. Los colores del club son el azul celeste y amarillo.

## Historia
Las tres primeras temporadas del club, llamado entonces Politekhnik, las pasó en competiciones locales de la ciudad de San Petersburgo, mientras que en 1998 hizo su debut en la división "B", la Primera Liga. Después acabar en primer lugar, en el año siguiente, el club, pasó a la división "A". En la temporada 2000-01 el equipo de San Petersburgo debutó en la Liga Premier, la primera división del sistema del fútbol sala profesional ruso. Durante las tres temporadas que jugó allí, el mejor resultado del "Polytech" fue el año de debut, que acabó en décimo lugar.
En 2003, se fundó la Superliga Rusa, pero el Politekh no pudo participar ya que finalizó en decimoquinto lugar en la temporada 2002-03. No fue hasta la temporada 2006-07 que ingresó en la máxima competición del fútbol sala ruso, donde juega desde entonces.